# Express InterCity Premium

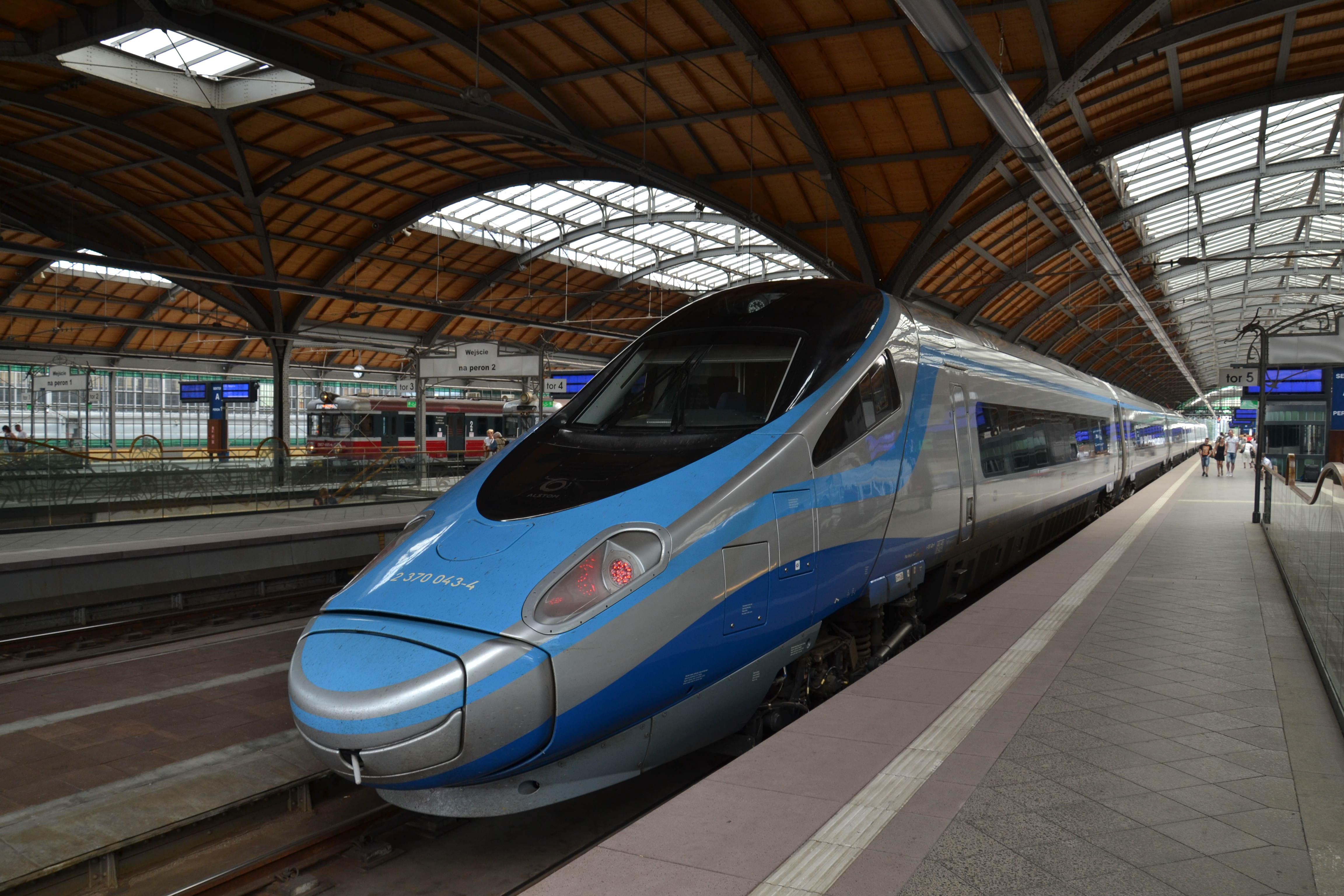
ED250 Pendolino na stacji Wrocław Główny

Express InterCity Premium (skrót EIP) – najwyższa w hierarchii kategoria pociągów uruchomionych przez spółkę PKP Intercity.
Pociągi kategorii Express InterCity Premium kursują od 14 grudnia 2014. Są one prowadzone elektrycznymi zespołami trakcyjnymi ED250 Pendolino i obsługują relacje łączące Warszawę z Bielskiem-Białą, Gliwicami, Gdynią, Katowicami, Kołobrzegiem, Krakowem, Rzeszowem, Szczecinem i Wrocławiem.
Maksymalna prędkość, z jaką jeżdżą pociągi EIP, to 200 km/h, co jest największą prędkością osiąganą w Polsce w regularnej eksploatacji z pasażerami. Prędkość 200 km/h jest rozwijana na około 140-kilometrowym odcinku linii kolejowej nr 4 oraz na 113-kilometrowym odcinku linii kolejowej nr 9.

## Nazwa kategorii i poszczególnych połączeń
28 maja 2013 na Stadionie Narodowym w Warszawie podczas konferencji na temat produkowanych dla PKP IC pociągów Alstom EMU250 po raz pierwszy zapowiedziano pojawienie się nowej kategorii pociągów – Express InterCity Premium. Utworzenie nowej kategorii było podyktowane chęcią odróżnienia składów obsługiwanych jednostkami Pendolino od pozostałych połączeń.
Poszczególne połączenia EIP w większości zastąpiły wcześniejsze połączenia EIC, jednakże nie przejęły ich nazw, a jedynie nadano im numery. Ze względu na działania promocyjne niektóre połączenia otrzymują jednak tymczasowe nazwy, w maju 2015 jedno połączenie z Krakowa do Gdyni otrzymało nazwę EIP Radiowa Trójka, a w maju 2016 jedno połączenie z Warszawy do Wrocławia otrzymało nazwę EIP Teleexpress.

## Połączenia
Od 14 grudnia 2014
     Od 13 grudnia 2015
     Od 29 kwietnia 2016
     Od 15 grudnia 2024

Trasy pociągów w latach 2014-2024
Od 14 grudnia 2014
Od 13 grudnia 2015
Od 29 kwietnia 2016
Od 15 grudnia 2024

14 grudnia 2014, kiedy wystartowały pociągi EIP, uruchomiono połączenia łączące Warszawę (z postojami w Warszawie Zachodniej, Centralnej i Wschodniej) z:
- Gdynią Główną (z postojami w Iławie Głównej, Malborku, Tczewie, Gdańsku Głównym, Gdańsku Wrzeszczu, Gdańsku Oliwie i Sopocie);
- Krakowem Głównym;
- Katowicami (z postojami we Włoszczowie Północ i Sosnowcu Głównym);
- Wrocławiem Głównym (z postojami w Częstochowie Stradomiu, Lublińcu i Opolu Głównym)[6].

Do korekty rozkładu jazdy w kwietniu 2015 uruchomiano mniej połączeń EIP niż pierwotnie planowano ze względu na opóźnienie w dostawach jednostek ED250. Zamiast większości odwołanych pociągów EIP, uruchomiono połączenia Express InterCity obsługiwane klasycznymi składami wagonowymi.
13 grudnia 2015, podczas corocznej zmiany rozkładu jazdy, wydłużono trasy części pociągów do:
- Bielska-Białej Głównej (wydłużenie połączenia do Katowic z dodatkowymi postojami w Tychach, Pszczynie i Czechowicach-Dziedzicach);
- Gliwic (wydłużenie połączenia do Katowic z dodatkowym postojem w Zabrzu);
- Rzeszowa Głównego (wydłużenie połączenia do Krakowa z dodatkowymi postojami w Krakowie Płaszowie, Tarnowie i Dębicy)[9][10].

Dodatkowo dla części połączeń wprowadzono dodatkowe postoje w Ciechanowie, Działdowie i Zawierciu.
13 marca 2016 część połączeń do Wrocławia została tymczasowo przekierowana z linii nr 4 na linię nr 1, co wiązało się z wydłużeniem czasu przejazdu oraz postojem na stacji Częstochowa zamiast Częstochowa Stradom. Powodem zmiany były prace remontowe na linii nr 4.
29 kwietnia 2016 po raz drugi rozszerzono siatkę połączeń i wprowadzono nowe połączenia do:
- Jeleniej Góry (wydłużenie połączenia do Wrocławia z dodatkowym postojem w Wałbrzychu Miasto);
- Kołobrzegu (wydłużenie połączenia do Gdyni z dodatkowymi postojami w Lęborku, Słupsku i Koszalinie)[14].

W okresie od 6 sierpnia do 11 sierpnia 2016, ze względu na prace remontowe na posterunku Biała Rawska, całkowicie zawieszono ruch pociągów na odcinku Grodzisk Mazowiecki – Idzikowice, a pociągi skierowano na trasy objazdowe: do Krakowa przez Koluszki, Tomaszów Mazowiecki i Idzikowice, zaś do Katowic przez Skierniewice, Koluszki i Częstochowę.
11 grudnia 2016 podczas kolejnej zmiany rozkładu jazdy wprowadzono dodatkowy postój w Bochni dla pociągów do i z Rzeszowa.
7 kwietnia 2017 pod jeden z pociągów EIP jadący jednotorowym odcinkiem między Opolem a Częstochową wjechała ciężarówka, w wyniku czego doszło do zderzenia i konieczne było skierowanie pociągów EIP trasą objazdów przez Strzelce Opolskie z pominięciem stacji Lubliniec z dodatkowym postojem w Kochanowicach.
Pomiędzy 10 lipca a 10 sierpnia 2017 na CMK na odcinku Opoczno Południe – Włoszczowa Północ/Knapówka obowiązywało całodobowe zamknięcie dwutorowe, w wyniku czego większość pociągów kursowała przez Skierniewice i Częstochowę. Dodatkowo 2 kursy EIP Warszawa – Jelenia Góra odbywały się przez stację Łódź Widzew.
W drugiej połowie marca 2020 ze względu na pandemię COVID-19 tymczasowo zawieszono kursowanie pociągów EIP.
Wraz ze zmianą rozkładu jazdy 15 grudnia 2024 pociągi EIP rozpoczęły kursowanie na nowej trasie Warszawa Wschodnia – Szczecin Główny (z dodatkowymi postojami na stacjach Poznań Główny, Krzyż, Stargard i Szczecin Dąbie). Jednocześnie pociągi te wycofano z odcinka Wrocław Główny – Jelenia Góra oraz zlikwidowano wszystkie postoje w Ciechanowie i Włoszczowie Północ.

## Tabor

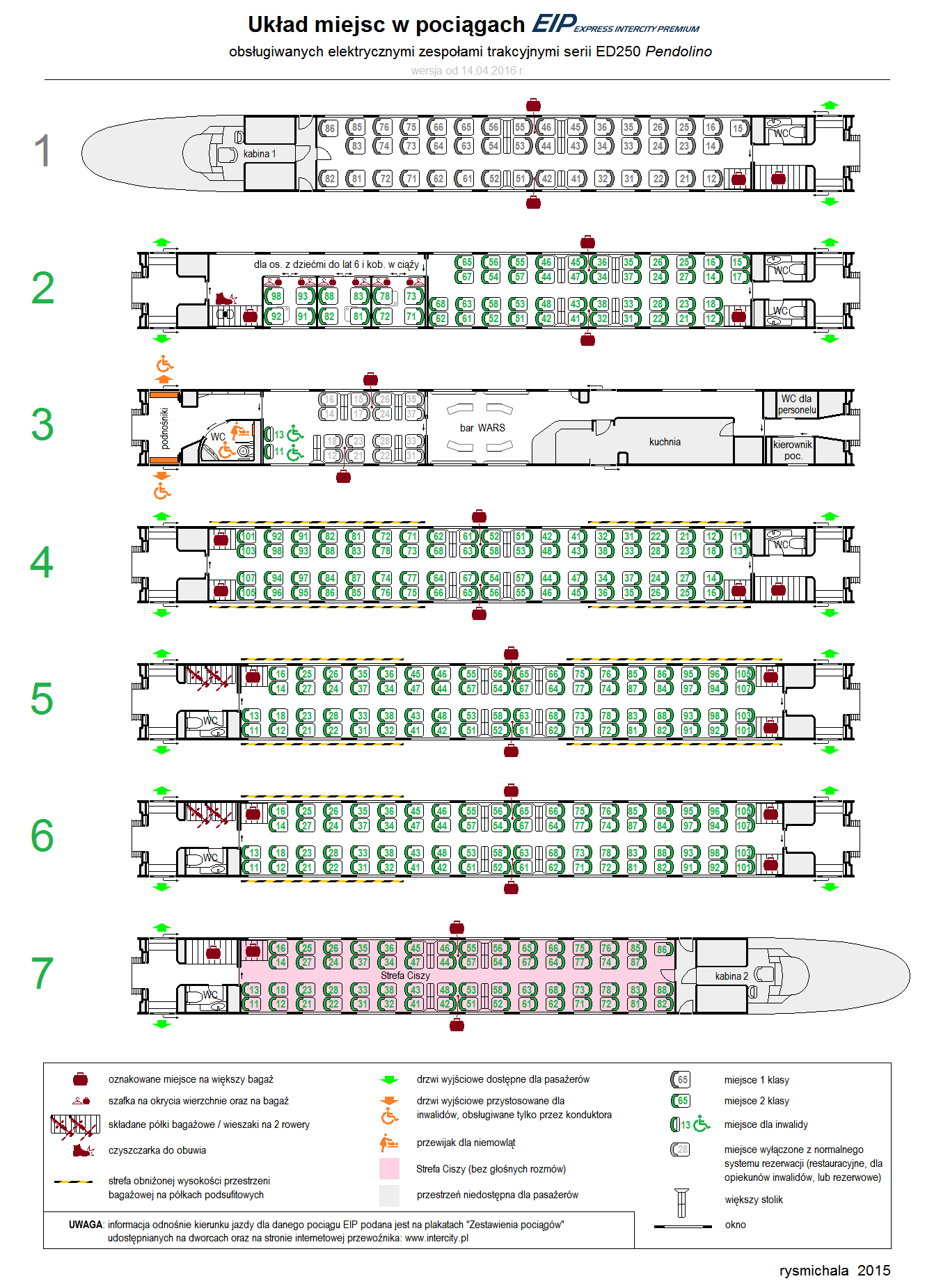
Układ miejsc w pociągach EIP

Połączenia EIP są obsługiwane 20 jednostkami ED250 Pendolino, które zostały wyprodukowane przez koncern Alstom Transport. Umowa ich zakupu o wartości 665 milionów euro (2,64 mld zł) została podpisana 30 maja 2011 i objęła również budowę zaplecza technicznego i utrzymanie techniczne pociągów przez okres maksymalnie 17 lat.
Każdy pociąg ED250 ma 7 członów, w których znajdują się 402 miejsca siedzące: 341 miejsc 2. klasy, 45 miejsc 1. klasy, 2 miejsca dla osób niepełnosprawnych i 14 miejsc w strefie barowej. Pociągi są klimatyzowane, umożliwiają przewóz rowerów, mają strefę barową, strefę ciszy oraz przysługuje w nich darmowy poczęstunek.

## Prędkość maksymalna
Maksymalna prędkość eksploatacyjna pociągów ED250 wynosi 250 km/h, jednakże w regularnej eksploatacji z pasażerami pociągi nie przekraczają prędkości 200 km/h, gdyż nie ma w Polsce linii dostosowanych do wyższych prędkości. Pociągi kategorii EIP są pierwszymi w Europie Środkowo-Wschodniej pociągami jeżdżącymi z taką prędkością w regularnej eksploatacji z pasażerami.
W dniu uruchomienia kategorii EIP (14 grudnia 2014) prędkość maksymalną wynoszącą 200 km/h wprowadzono na odcinku linii nr 4 od km 125,200 do km 212,200 (czyli na szlaku Olszamowice – Zawiercie) z wyłączeniem km 151,900–155,430 (stacja Włoszczowa Północ) oraz km 142,850–149,500 (znajdują się tam przejazdy w poziomie szyn). Łączna długość odcinków z dozwoloną prędkością 200 km/h wynosiła 76,820 km. 12 marca 2017 rozpoczęły się prace modernizacyjne na stacjach Olszamowice i Włoszczowa Północ, w związku z czym skrócono odcinek z dopuszczoną prędkością 200 km/h do 58,304 km (km 156,496–214,800).
10 grudnia 2017 na odcinku Grodzisk Mazowiecki – Idzikowice (80 km) wprowadzono prędkość 200 km/h.
13 grudnia 2020 na fragmentach linii kolejowej nr 9, liczących łącznie 113 kilometrów, podniesiono prędkość do 200 km/h, zaś jazda w przedziale 170–190 km/h możliwa jest na fragmentach o długości 47 km.

## Wyniki przewozowe
Na początku marca 2015 pociągi EIP osiągnęły przebieg miliona kilometrów z pasażerami, 19 maja przewieziono milionowego pasażera, a 7 sierpnia dwumilionowego. Podczas pierwszego roku eksploatacji przewieziono 3,56 mln pasażerów i przejechano 6,32 mln kilometrów.
25 czerwca 2016 pociągi EIP osiągnęły przebieg 10 milionów kilometrów, z 5,7 mln przewiezionymi na pokładach pasażerami.